# Coccophagus longicornis
Coccophagus longicornis är en stekelart som beskrevs av Hayat 1971. Coccophagus longicornis ingår i släktet Coccophagus och familjen växtlussteklar. Inga underarter finns listade i Catalogue of Life.